# Télécom Paris
Télécom Paris (francouzsky Télécom ParisTech, École nationale supérieure des télécommunications) je francouzská veřejná instituce pro vyšší vzdělávání (grande école) a inženýrský výzkum. Nachází se v Palaiseau a je také členem Institut Polytechnique de Paris a Institut Mines-Télécom. V roce 2021 byla pátou nejvýše umístěnou francouzskou univerzitou ve světovém žebříčku univerzit a 6. nejlepší malou univerzitou na světě. V žebříčku QS je Télécom Paris 64. nejlepší univerzitou na světě v informatice. 

## Slavní studenti a absolventi
- Édouard Estaunié, francouzský spisovatel a inženýr[3]